# Швеция на летних Олимпийских играх 1964
Швеция принимала участие в XVIII Летних Олимпийских играх, проходивших в Токио, Япония, где завоевала 8 медалей, из которых 2 золотые, 2 серебряные и 4 бронзовые. Сборную страны представляли 94 спортсмена (76 мужчин, 18 женщин), выступавших в 13 видах спорта.

## Медалисты
| Медаль  | Спортсмен                                                     | Вид спорта                  | Дисциплина                        |
| ------- | ------------------------------------------------------------- | --------------------------- | --------------------------------- |
| Золото  | Рольф Петерсон                                                | Гребля на байдарках и каноэ | Байдарка-одиночка 1000 м, мужчины |
| Золото  | Свен-Олов Шёделиус Гуннар Уттерберг                           | Гребля на байдарках и каноэ | Байдарка-двойка 1000 м, мужчины   |
| Серебро | Пер Свенссон                                                  | Борьба                      | Греко-римская борьба до 97 кг     |
| Серебро | Арне Карлссон Стуре Сторк Ларс Тёрн                           | Парусный спорт              | 5,5-метровый R-класс, мужчины     |
| Бронза  | Ингвар Петтерссон                                             | Лёгкая атлетика             | Ходьба 50 км, мужчины             |
| Бронза  | Свен Хамрин Эрик Петтерссон Йёста Петтерссон Стуре Петтерссон | Велоспорт                   | Велошоссе, командная гонка        |
| Бронза  | Бертиль Нюстрём                                               | Борьба                      | Греко-римская борьба до 78 кг     |
| Бронза  | Пелле Петтерссон Хольгер Сундстрём                            | Парусный спорт              | Звёздный класс, мужчины           |